# Immatrikulation

Immatrikulationsamt der Technische Universität Dresden – Symbolbild

Mit der Immatrikulation oder Einschreibung in die Matrikel (Stammrolle) wird eine Person von der Hochschulverwaltung als Student und Mitglied der Hochschule aufgenommen. Die Immatrikulation erfolgt beim Studierendensekretariat oder Immatrikulationsamt einer Hochschule, der Student wird dann in der Universitätsmatrikel geführt. Neben der einmaligen Immatrikulation ist jedes Semester eine Rückmeldung erforderlich. Die Einschreibung an einer Hochschule ist Voraussetzung zum Beginn eines Studiums.
In Österreich ist neben der einmaligen Zulassung zum Studium (Immatrikulation) jedes Semester die Meldung der Fortsetzung des Studiums (Inskription) im jeweiligen Studiengang erforderlich.
Im europäischen Mittelalter und in der Frühen Neuzeit hatte die civitas academica (deutsch: „akademische Bürgerschaft“) eine eigene, unabhängige akademische Gerichtsbarkeit, die sich auf alle Bereiche erstreckte, teilweise sogar auf Kapitalverbrechen. Mit der Immatrikulation wurden Professoren und Studierende als Mitglieder der akademische Bürgerschaft registriert.
Gegensatz: Exmatrikulation – das Verlassen der Universität oder der Ausschluss von der Universität.

## Voraussetzungen
Deutschland
Um an einer Hochschule in Deutschland immatrikuliert werden zu können, ist Voraussetzung, dass keine Immatrikulationshindernisse bestehen, u. a. wird eine Hochschulzugangsberechtigung verlangt; wer keine Hochschulzugangsberechtigung hat, kann als Gasthörer zugelassen werden. Die Hochschule kann sogar bereits vor Studienaufnahme besonders begabten Schülern die Teilnahme an Lehrveranstaltungen und Prüfungen gestatten. (Die Studienzeiten und dabei erbrachte Prüfungsleistungen werden auf Antrag anerkannt.) Das Verfahren der Immatrikulation, die Rückmeldung, die Beurlaubung, die Exmatrikulation und die Zulassung als Gasthörer und Teilzeitstudierender einschließlich der Fristen sowie die Aufbewahrungszeiten für die Unterlagen, die für den Nachweis eines Studiums oder einer Prüfung von Bedeutung sind, werden in den meisten Ländern der Bundesrepublik Deutschland durch Rechtsverordnung geregelt.
Wer einen grundständigen Studiengang (von Ausnahmen abgesehen, ist das ein Studium, das zu einem ersten berufsqualifizierenden Abschluss führt) aufnehmen möchte, muss eine Hochschulzugangsberechtigung haben.
Nachweise für eine Hochschulzugangsberechtigung sind:
- die allgemeine Hochschulreife (berechtigt zum Studium aller Fachrichtungen)
  - eine der allgemeinen Hochschulreife entsprechende Qualifikation hat auch, wer ein Hochschulstudium oder einen akkreditierten Bachelorstudiengang an einer staatlichen oder staatlich anerkannten Berufsakademie erfolgreich abgeschlossen hat, ohne die allgemeine Hochschulreife zu besitzen;

- die fachgebundene Hochschulreife (berechtigt zum Studium in der entsprechenden Fachrichtung an allen Hochschulen)
  - eine der fachgebundenen Hochschulreife entsprechende Qualifikation hat auch, wer das Grundstudium in einem Fachhochschulstudiengang, einem gestuften Studiengang an einer Universität oder einen vergleichbaren Studienabschnitt abgeschlossen hat;
- die Fachhochschulreife (berechtigt zu einem Studium an einer Fachhochschule oder in einem gestuften Studiengang an einer Universität).

Beruflich Qualifizierte mit einem der folgenden Abschlüsse haben ebenfalls eine Hochschulzugangsberechtigung.
- Meisterbrief im Handwerk nach §§ 45 und 51a der Handwerksordnung
- Fortbildungsabschluss nach den §§ 53 und 54 des Berufsbildungsgesetzes oder §§ 42 und 42f der Handwerksordnung, sofern der Lehrgang mindestens 400 Stunden umfasst hat
- staatliches Befähigungszeugnis für den nautischen oder technischen Dienst nach § 6 des Seearbeitsgesetzes
- Abschluss einer Fachschule entsprechend der Rahmenvereinbarung über Fachschulen
- Fort- oder Weiterbildung für Berufe im Gesundheitswesen oder sozialpflegerischen und sozialpädagogischen Bereich
- Absolventen von Verwaltungs- und Wirtschaftsakademien, die eine abgeschlossene Berufsausbildung nachweisen
- Personen, die zusätzlich zu einem mittleren Schulabschluss einen qualifizierten Abschluss einer mindestens dreijährigen anerkannten Berufsausbildung erworben haben
- Beruflich Qualifizierte durch eine Hochschulzugangsprüfung für bestimmte Studienbereiche.

In allen Ländern der Bundesrepublik Deutschland bestehen ähnliche Regelungen, die ein Studium ohne erfolgreiche Abiturprüfung ermöglichen.
Österreich und Schweiz
In Österreich und der Schweiz benötigt man für die Studienzulassung eine Matura (Abschluss einer höheren Schule) oder eine Studienberechtigung, die mit der Studienberechtigungsprüfung erworben wird.

## Unterlagen
Die Hochschulen verlangen teils unterschiedliche Unterlagen und Nachweise, die bei der Immatrikulation vorzulegen sind. Diese können sein:
- gültiger Personalausweis, Reisepass oder entsprechender Identitätsnachweis und Nachweis der Staatsangehörigkeit
- die Hochschulzugangsberechtigung: Abitur, Nachweis der Fachhochschulreife (Deutschland), Reifezeugnis und Abschlusszeugnis des letzten Schuljahres (Österreich)
- der Nachweis der Krankenversicherung (Deutschland)
- der Nachweis, dass der Sozialbeitrag gezahlt wurde (Deutschland)
- bei der Immatrikulation für zulassungsbeschränkte Fächer: Der Zulassungsbescheid, siehe Numerus clausus (Deutschland)
- bei ausländischen Studenten: Der Nachweis über ausreichende Kenntnisse in der deutschen (bzw. jeweiligen Landes-)Sprache, Österreich zusätzlich: Nachweis der Erfüllung sämtlicher Erfordernisse, die im Ausstellungsstaat des Reifezeugnisses für das gewählte Studium zusätzlich zum Reifezeugnis erforderlich sind
- bei Hochschulwechsel: der Nachweis der Exmatrikulation der zuletzt besuchten Hochschule, also Abgangsbescheinigung samt Studienbuch und Ausweis dieser Hochschule
- bei Studienfächern mit Eignungsfeststellung (z. B. Sport, Kunst, Musik, Architektur, Design): Der Nachweis über den erfolgreich bestandenen Eignungstest
- eventuell ein Führungszeugnis, das rechtzeitig beim Bürgeramt beantragt werden muss oder ein Nachweis über die erfolgte Beantragung (Deutschland)
- ein oder mehrere Passbilder (etwa für Studierendenausweis und Studienbuch)

## Beratung
Für die Aufnahme eines Hochschulstudiums beraten
- die Studienberatungsstellen der Hochschulen
- die Studierendensekretariate der Hochschulen
- die Studierendenvertretungen der Hochschulen
- die Berufsberatung (Deutschland: bei den Arbeitsagenturen)